# موش بزرگ ویلفرد
موش بزرگ ویلفرد (نام علمی: Wilfredomys oenax) نام یک گونه از زیرخانواده سینی‌دندانیان است.